# Municipio de Hectors Creek
El municipio de Hectors Creek (en inglés: Hectors Creek Township) es un municipio ubicado en el  condado de Harnett en el estado estadounidense de Carolina del Norte. En el año 2000 tenía una población de 3.629 habitantes.
No existen municipios incorporados ubicados en Hectors Creek, sin embargo, hay varias comunidades no incorporadas ubicadas ahí, incluidas las comunidades de Chalybeate Springs, Kipling y Rawls.

## Geografía
El municipio de Hectors Creek se encuentra ubicado en las coordenadas 35°30′44.19″N 78°51′3.78″O / 35.5122750, -78.8510500.
La frontera norte del municipio es con el condado de Wake.